# Борис Таверние
Отец Борис Таверние (на френски: Boris (Augustin) Travernier) е католически свещеник, един от стълбовете на френския колеж „Свети Августин“ в Пловдив, създател на педагогическия музей към колежа, преподавател по история.

## Биография
Августин Таверние е роден на 31 октомври 1860 г. в малкото село Совсанж в департамента Пюи дьо Дом в централна Франция. От 1874 до 1880 г. учи в град Лион в католическо резидентско училище. След това три години следва естествени науки в католическия университет в Лион. След дипломирането си работи като учител в интернат в Лион. На 15 октомври 1896 постъпва в конгрегацията на успенците в Цариград и приема монашеско име Борис.
През януари 1898 г. отец Борис е изпратен като учител във френския колеж в Пловдив. До края на живота си той остава поверен на своята работа в колежа, с изключение на военните години от 1915 г. до 1918 г., когато е в Букурещ и Одеса като преподавател на младеж от румънския благороднически род Гика.
В колежа в Пловдив отец Таверние преподава природознание, история, бизнес, география и политическа икономия. За да направят своите класове по-привлекателни, той заедно с колегата си Херман Гислер създават към колежа природонаучен музей, наречен Педагогически музей. Материалите в музея са събирани лично от него и от колегите му по време на екскурзии из България, други са постъпвали в музея чрез закупуване, дарения или размяна.
По време на Балканската война учебните занятия са преустановени, а колежът е превърнат в болница. Отец Борис Таверние заедно с колегите си работят като санитари.
Чирпанското земетресение през април 1928 г. унищожава много от музейните експонати. Отец Таверние не може да преживее тази загуба и умира на 28 ноември 1928 г. в католическата болница „Свети Йосиф“. Колегията на колежа организира погребално шествие от катедралата до католическите гробища. Населението на Пловдив му отдава заслужена почит.